# Kameni Kukli

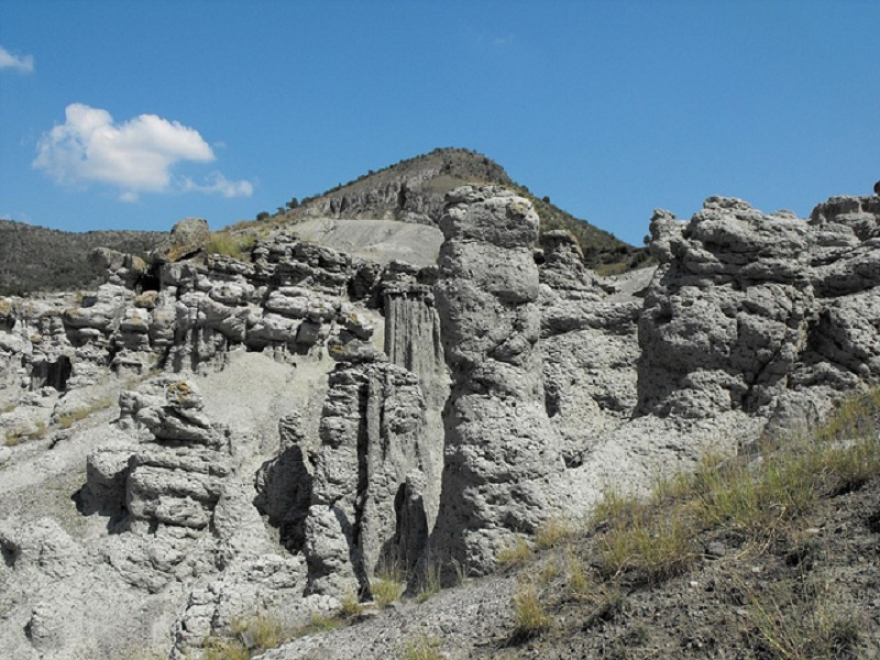
Kameni Kukli (2020)

Kameni Kukli (Kamienne Lalki) – formacje skalne, znajdujące się w pobliżu wsi Kuklica, w gminie Kratowo, w Macedonii Północnej. Rezerwat sąsiaduje z rzeką Kriwa i zajmuje część doliny tego cieku. Teren jest na wysokości 415–420 metrów. Cała formacja mieści się na obszarze około 0,3–0,4 km². Znajduje się tam ok. 15 większych i 120 mniejszych form w kształcie kolumn, z których część osiąga wysokość ok. 10 m. Zostały uformowane w procesie wietrzenia i erozji przez 10 milionów lat.

## Cechy morfologiczne (zewnętrzne)
W obrębie skalnego miasta Kameni Kukli znajdują się dwie grupy geologicznych formacji: pierwsza z nich, w środkowej części niewielkiego doliny u podnóża wzgórza Dubica są większe (do 10 m wysokości), ułożone niezależnie i mają formę ziemnych filarów.  Na wschód od poprzednich występują mniejsze formy (do 5 m wysokości). Ze względu na specyficzne kształty tych dużych skalnych filarów przypominają one ludzkie postacie, które ułożone są tak, że przypominają „skamieniałych gości weselnych”, a miejscowa ludność nazywa to miejsce „wesołym ślubem”.

## Formacja

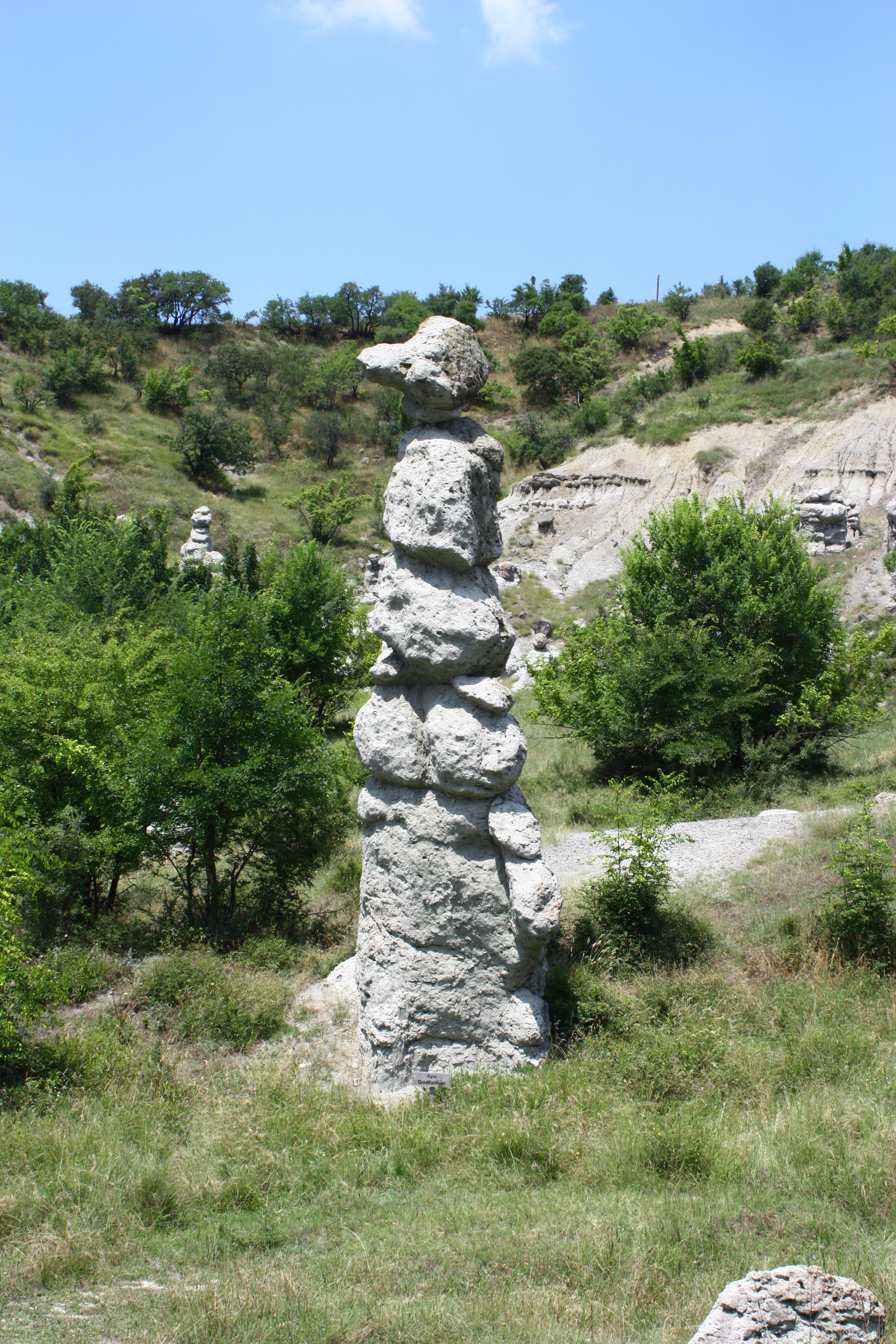
Jedna z form skalnych w obrębie Kameni Kukli (2010)

Kameni Kukli jest powstało przez długotrwałą erozję skał wulkanicznych o różnych rodzajach: andezyty i tufy. Silniejsze, bardziej zwarte skały (ignimbryty) powoli ulegają erozji i chronią spodnie warstwy miękkich tufów. Charakterystyczny wygląd skałom nadały długotrwałe wpływy atmosferyczne – opady atmosferyczne, zmiany temperatury oraz wietrzenie. Procesy te, które rozpoczęły się kilkadziesiąt tysięcy lat temu, trwają nadal, a niektóre formacje są stopniowo niszczone, z kolei inne tworzą się. Dzięki temu skały trwale zmieniają swoje kształty. Jednak ten proces jest bardzo powolny i nie można go zauważyć w ciągu miesiąca lub roku.
W pobliżu Kameni Kukli znajdowało się jezioro. Wraz z wyschnięciem zbiornika wodnego rozpoczęło się modelowanie formacji pod wpływem czynników egzogenicznych. Podobne rezerwaty znajdują się na wyspie Lesbos w Grecji (Muzeum Historii Naturalnej Skamieniały Las) i w Chemnitz w Niemczech (Skamieniały Las).

## Tradycja ludowa
Wśród ludności miejscowej krąży legenda o pochodzeniu Kameni Kukli, która wiąże się ze ślubem i niefortunną miłością chłopca z dwiema dziewczynami z tego regionu. Według legendy dawno temu w wiosce Kuklica miała miejsce wielka tragedia. Chłopiec, który był wielkim mistrzem kamieniarstwa, a jednocześnie kłamcą i kochankiem, mieszkał we wsi Kuklica. Jedna z miejscowych dziewczyn zakochała się w nim, jednak poślubiła innego mężczyznę, a rozczarowana dziewczyna przeklęła nowożeńców. Według legendy panna młoda była bogatszą dziewczyną z sąsiedztwa, a zakochana, która rzuciła klątwę, była piękniejszą, ale biedną dziewczyną. Kiedy nadszedł dzień ślubu, wszystko wydawało się być w porządku – nowożeńcy zebrali się, przybyli inni goście i rozpoczęły się uroczystości. W chwili, gdy nowożeńcy się pocałowali, klątwa się spełniła i wszyscy goście weselni skamienieli. Inna wersja legendy głosi, że chłopiec zaplanował ślub dla obu dziewcząt tego samego dnia, a kiedy biedniejsza piękna dziewczyna usłyszała dudy i bębny przeklęła pannę młodą i pana młodego, którzy mieli ulec skamienieniu.

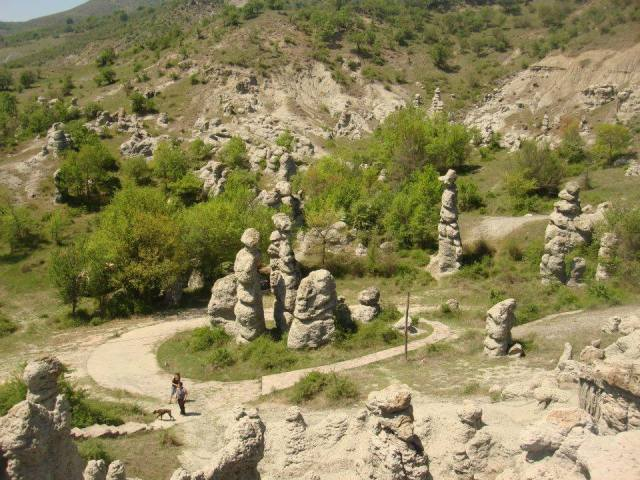
Kameni Kukli (2020)

Wieśniacy nazywają to miejsce „wesołym ślubem” lub „kamiennym ślubem”, ponieważ państwo młodzi pozostają uśmiechnięci, a nowożeńcy kłócą się w łagodnym uścisku. Od skamieniałych „lalek” miejscowość przyjęła nazwę Kuklica.
Treść legendy brzmi: „W wiosce był niegrzeczny chłopiec. Był mistrzem kamieniarstwa i chodził z dwiema dziewczynami jednocześnie. Obie nazywały się Stojanka. Jedna z Gorno Maalo, druga z Dolno Maalo. Pierwsza piękna i biedna, kolejna brzydka, ale bogata. Zaplanował ślub dla nich obu w tym samym dniu. Ale postanowił poślubić bogatszą. Nadszedł dzień ślubu i biedna Stojanka przygotowywała się na najważniejszy dzień w jej życiu. Nagle usłyszała trąby i bębny i była zaskoczona, że ślub zaczął się tak wcześnie. Wyszła na zewnątrz i ze zdumieniem zaczęła podążać za dźwiękiem muzyki. Zobaczyła, że jej narzeczony wychodzi za mąż za inną kobietę. W tym momencie ich przeklęła. Kiedy państwo młodzi mieli się pocałować, zamarli. Razem ze swatami. Wszyscy mają uśmiechnięte twarze, dlatego nazywa się to «wesołym ślubem». Och, w piekle nie ma gniewu tak silnego jak zraniona kobieta”.